# Plateau de Beille

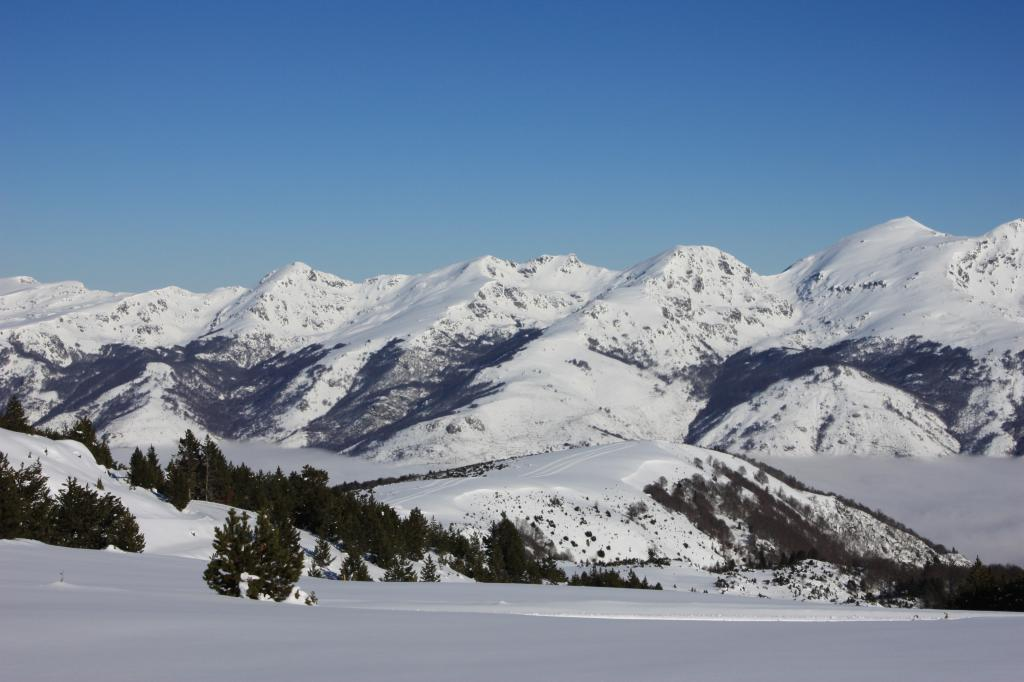
Plateau de Beille på vintern.

Plateau de Beille är en skidort i de franska Pyrenéerna belägen på 1780 meters höjd. Den enda vägen leder från Les Cabannes i Ariège-dalen upp till skidstationen. 
Orten ligger i regionen Occitanien i departementet Ariège.

## Flora och fauna
Plateau de Beille är en Zon av ekologiskt intresse (ZNIEFF) typ 1, Zone naturelle d'intérêt écologique, faunistique et floristique [Natural Zone of Ecological  Interest, Fauna and Flora] (ZNIEFF) type I.

## Tour de France
Plateau de Beille har varit mål för etapper i Tour de France 1998, 2002, 2004 och 2007. 1998 vanns etappen av italienaren Marco Pantani och 2002 och 2004 av amerikanen Lance Armstrong.

### Lutning
Från Les Cabannes på 535 m ö.h. är stigningen till Plateau de Beille på 1,790 m ö.h. 15,8 km lång. Över detta avstånd är stigningen 1 255 m ö.h. vid en genomsnittlig lutning på 7,9%. Den maximala lutningen är 10,8%. Från Les Cabannes på 535 m ö.h. är stigningen till Plateau de Beille på 1,790 m ö.h. 15,8 km lång. Över detta avstånd är stigningen 1 255 m ö.h. vid en genomsnittlig lutning på 7,9%. Den maximala lutningen är 10,8%.